# Anna Reymer
Anna Reymer (ur. 18 listopada 1985 r. w Tokoroa) – nowozelandzka wioślarka.

## Osiągnięcia
- Mistrzostwa świata – Poznań 2009 – dwójka podwójna – 7. miejsce[1].
- Mistrzostwa świata – Bled 2011 – dwójka podwójna – 3. miejsce[1].